# Sanpasaurus yaoi
Sanpasaurus  yaoi es la única especie conocida del género extinto  Sanpasaurus  (“lagarto de Sanba”) de dinosaurio saurópodo, que vivió a mediados del período Jurásico, hace aproximadamente entre 165 y 161 millones de años, entre el Bathoniense y Calloviense, en lo que es hoy Asia. Encontrado en la Formación Ziluijing, en las series de Kuangyuan, provincia de Sichuan, China. La especie tipo, S. yaoi, fue descrita por Chung Chien Young, en 1944, quien reconociera los restos que legaron mezclados al laboratorio, por lo que la asociación de estos no es definitiva. El holotipo, IVPP V.156, consiste de veinte vértebras, escápula, miembros delanteros y parte de los miembros traseros. Sanpasaurus se conoce a partir de restos recuperados del Miembro Maanshan de la Formación Ziliujing.

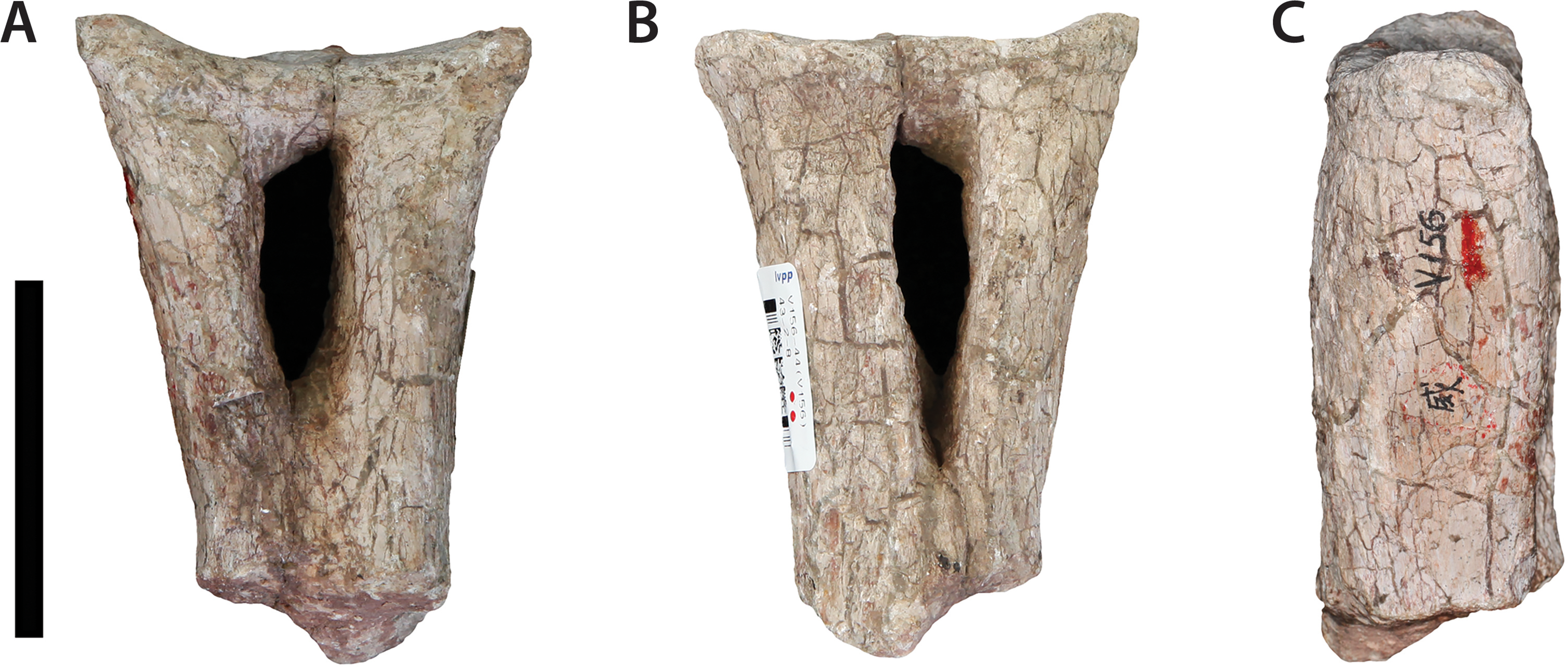
Cheurón de Sanpasaurus en vistas anterior (A), posterior (B) y lateral (C), con una escala de 5 centímetros.

Reportado inicialmente como un ornitisquio ornitópodo, este espécimen fue referido con seguridad a Sauropoda en 2016 por el estudio de McPhee et al., más tarde refinada a una posición como un gravisauriano basal por Pol et al. en 2020 y 2022, estrechamente relacionado con Vulcanodon y Tazoudasaurus.